# Léo-Guy-Antoine de Lévis
Pour les autres membres de la famille, voir Maison de Lévis.
Léo-Guy-Antoine, marquis de Lévis (30 août 1786, Toulouse - 13 janvier 1870, Changy) est un militaire et homme politique français. 

## Biographie
Léo Guy Antoine de Lévis est le fils de Guy Henri Joseph de Lévis, baron de Gaudiès, maréchal des camps et armées du Roi, chevalier de Saint-Louis, pair de France, et de Antoinette Madeleine de Lévis-Lugny, son épouse et sa cousine éloignée.
À la première Restauration, il est le 31 mars 1814 l'un des six commissaires royaux chargés par Louis XVIII de rencontrer le tsar Alexandre. Il est fait le 1er juillet 1814 sous-lieutenant aux chevau-légers de la Garde du Roi.
En 1823, il est fait aide de camp du maréchal-duc de Reggio, avec qui il sert pendant l'expédition d'Espagne, puis en 1824, il est fait lieutenant aux gardes du corps du Roi. En 1828, il est promu au grade de lieutenant-colonel.
Il est élu le 28 avril 1828 député du collège de département de la Loire. À la chambre, il siège à droite jusqu'au 24 juin 1829, où il est nommé pair de France, comme successeur de son père, décédé.
Par lettres patentes du 8 février 1828, il avait été fait baron-pair héréditaire sur institution d'un majorat de pairie. 
Il siège à la Chambre des pairs jusqu'à la révolution de juillet 1830 et se retire alors pour ne pas avoir à prêter serment au gouvernement de Louis-Philippe.
Il hérite de son père le château de Gaudiès, qu'il vend en 1840. Il hérite de sa mère le château de Lugny, qu'il vend en 1843.
Durant le second Empire, il réside principalement au château de Changy (Loire), provenant de sa belle-famille. Il est inhumé à Changy, avec son épouse. Par son rameau cadet de Gaudiès, il est le dernier représentant de la branche de Mirepoix, branche aînée de la Maison de Lévis.

### Mariage et descendance
Il épouse à Paris le 12 juin 1812 Madeleine Zoé Le Peletier des Forts, fille d'Étienne Ferdinand Michel Le Peletier des Forts et de Pauline Terray de Rosières. Elle descendait de la famille Le Peletier, en particulier de Michel Robert Le Peletier des Forts, comte de Saint-Fargeau, contrôleur général des finances puis ministre d'État sous Louis XV. Elle était la petite-fille d''Antoine Terray, seigneur de Rozières, intendant de Lyon, guillotiné en 1794. 
Elle meurt à Paris le 24 janvier 1877. Tous deux ont un fils :
- Guy de Lévis (26 août 1822 - Paris, 18 avril 1850). Sans descendance[2].

### Distinctions
- Chevalier de l'ordre royal et militaire de Saint-Louis
- Chevalier de la Légion d'honneur
- Chevalier de l'ordre de Saint Ferdinand d'Espagne

### Sources
- « Léo-Guy-Antoine de Lévis », dans Adolphe Robert et Gaston Cougny, Dictionnaire des parlementaires français, Edgar Bourloton, 1889-1891 [détail de l’édition]